# 't Zand (Brugge)

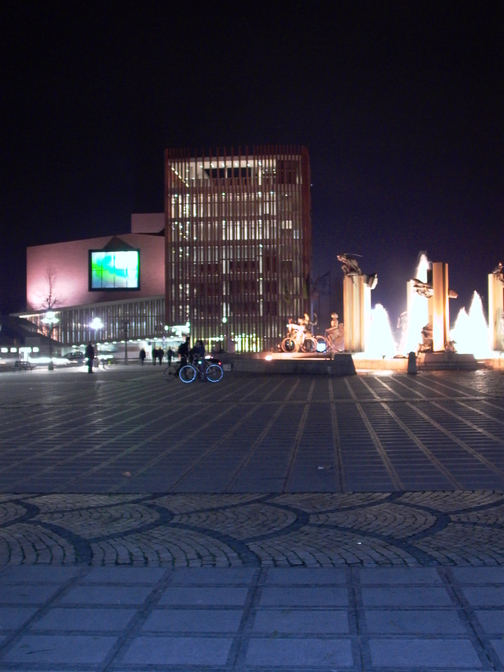
't Zand met het Concertgebouw (2007)

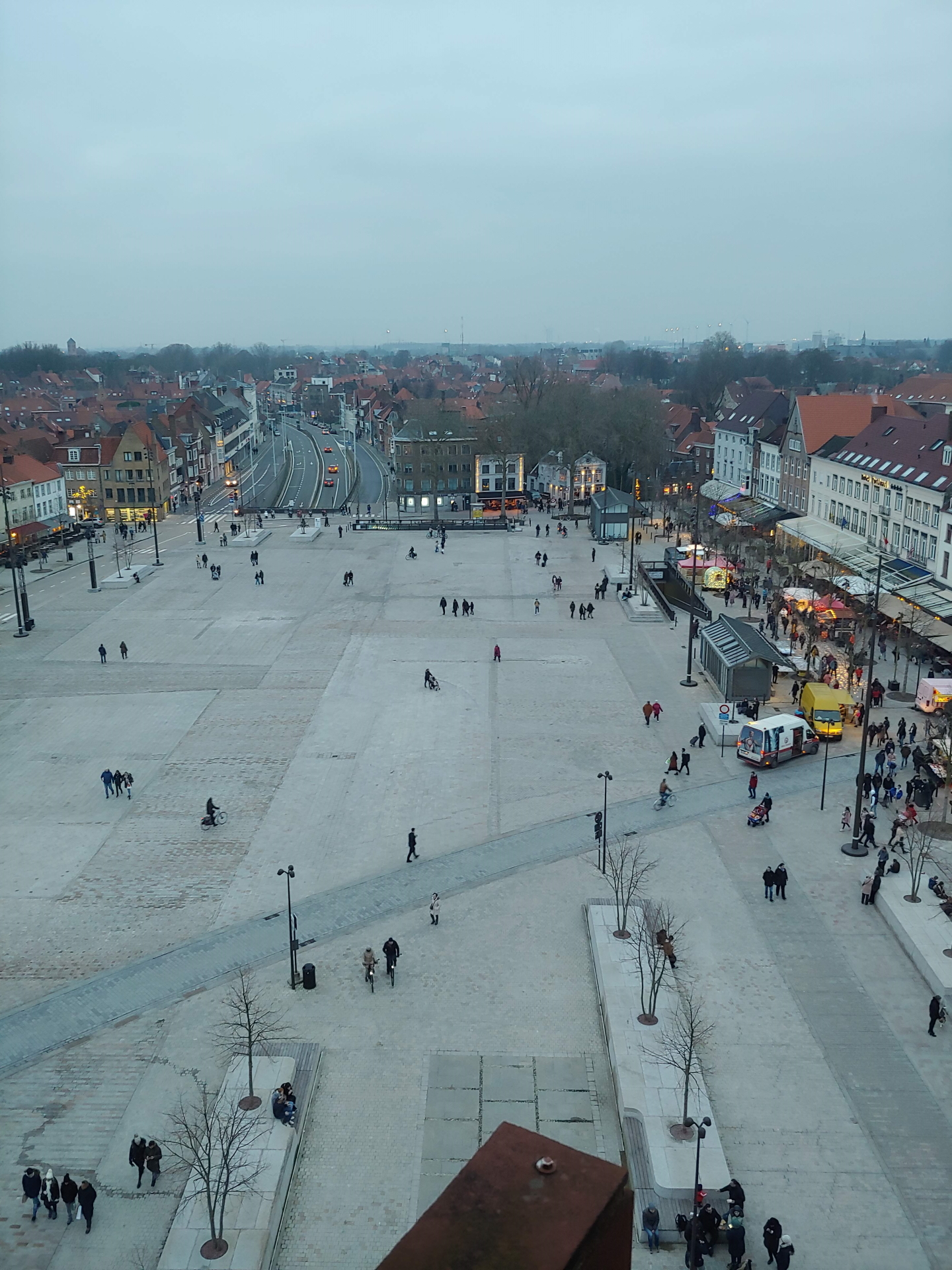
't Zand na de heraanleg van 2018 (2019)

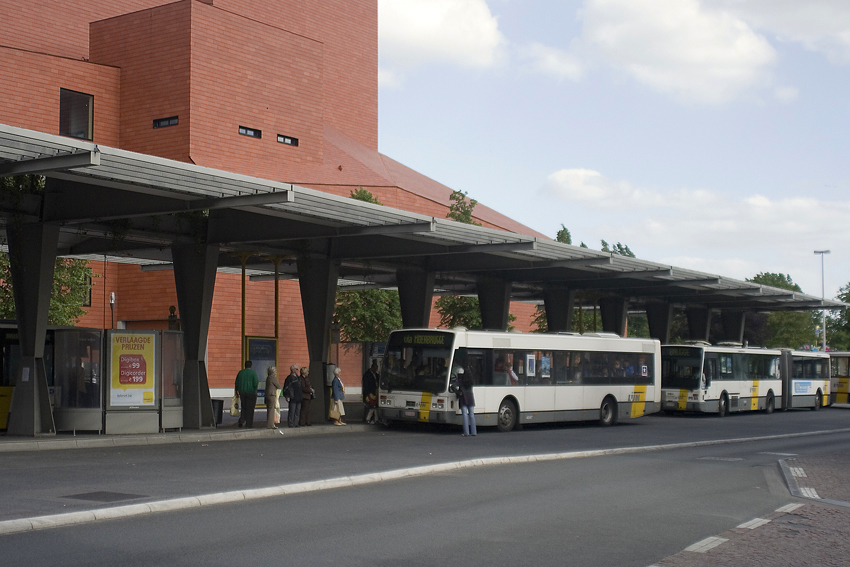
Busstation t Zand

 't Zand is een plein en buurt in het centrum van Brugge. Het plein is het grootste van de stad en wordt ondertunneld door de stadsring R30. Onder het plein ligt ook een grote parkeergarage die plaats biedt aan bijna 1900 wagens.
Rond het plein bevinden zich verschillende winkels, horecazaken en uitgaansgelegenheden. Aan de zuidzijde van 't Zand ligt sinds 2002 ook het Brugse Concertgebouw. Naast het Concertgebouw ligt het busstation 't Zand van De Lijn.

## Geschiedenis
In de 12e eeuw werd er gesproken van apud Harenas als men het over het plein had. Vanaf de 13e eeuw werd het hele plein "Vrijdagmarkt" genoemd, verwijzend naar de vee- en paardenmarkt aan de westzijde van het plein. In 1838 werd de spoorlijn Gent - Brugge - Oostende, die over de bedding liep waarop nu de Koning Albert I-laan en de Hoefijzerlaan liggen, in gebruik genomen. Vanaf dat jaar heette de oostelijke pleinhelft "Statieplaats". De eerste twee Brugse stations kwamen op dit plein te liggen. De naam "'t Zand" werd in 1948, na de afbraak van het tweede station, aan het plein gegeven en verwijst naar de oorspronkelijke bodemsamenstelling, met name een zandrug die van de Burg via de Steenstraat naar het Beursplein en verder liep. De straat aan de westkant van het plein bleef wel "Vrijdagmarkt" heten.
De functie van het plein is in de loop van de eeuwen veel geëvolueerd: van een politiek schouwtoneel in de 13e eeuw naar de belangrijkste Vlaamse veemarktplaats in de 18e eeuw en een spoorlijn en stationsplein met uitgebreide slaapmogelijkheden voor reizigers in de 19e eeuw. Vandaag is het plein opnieuw de locatie van een wekelijkse markt, de zaterdagmarkt.
Volgens het dagboek van Galbert van Brugge werd na de moord op Karel de Goede in de Sint-Donaaskerk in 1127 op 't Zand een opstand voorbereid, een nieuwe graaf gekozen en enkele dagen later de eed afgelegd door Willem van Normandië. Ondertussen werd de eerste stadsomwalling van Brugge gebouwd. In 1128 werd het gedeelte van de omwallingsgracht ter hoogte van 't Zand gegraven: de Smedenrei. Deze verdeelde het plein in twee.
In 1617 werd de zuidelijke pleinhelft door een stadsmagistraat toegekend aan de kapucijnen, die er een klooster met kerk op bouwden.
In 1624 werd centraal op het plein een houten garnizoensgebouw opgetrokken, onder meer als verblijfsplaats voor het Spaanse leger.
In 1714 werd, palend aan de Smedenrei, een nieuwe Corps de Garde, een hoofdwacht van de politie, gebouwd, onder andere met materiaal van de gesloopte bogengalerij van het Prinsenhof.
Op de eerste afbeelding (onder) ziet men 't Zand rond 1833. Bovenaan bevindt zich de Smedenrei met links en rechts ervan de toegang tot resp. de Noordzandstraat en de Zuidzandstraat. Geheel rechts stond het kapucijnenklooster. Het gebouw centraal bovenaan is het wachthuis van de politie.
Met de aanleg van de spoorlijn werd in 1838 de Smedenrei overwelfd en reeds een deel van het kapucijnenklooster gesloopt. Waar nu de Hoefijzerlaan ligt, werd omwille van de aanleg van de treinsporen een hele woonwijk onteigend en afgebroken.
In de beginjaren fungeerde het wachtlokaal van de politie als voorlopig station, tot het in 1844 werd afgebroken en het eerste echte station was afgewerkt. Dit stationsgebouw werd reeds in 1879 weer afgebroken. Het werd opnieuw opgebouwd in Ronse, waar het op vandaag nog steeds staat en inmiddels als monument is beschermd.
Voor de bouw van het tweede station, dat in 1886 klaar was, werd het kapucijnenklooster met kerk volledig afgebroken. Bij de bouw van het Concertgebouw kwamen de funderingen van dit klooster bloot te liggen. Het tweede station werd in 1938 buiten dienst gesteld en in 1947-'48 afgebroken. 't Zand werd opnieuw een open plein, net zoals vóór 1838. Het spooremplacement ten zuiden van het plein werd omgevormd tot het Koning Albertpark. Een nieuw station, het huidige, werd gebouwd aan de rand van de oude binnenstad, net buiten de vesten.
In 1978 startte de bouw van de tunnel en de parkeergarage onder 't Zand, en in 1982 werd ze voltooid.
Op het midden van het plein stond een fontein met vier beeldengroepen, gecreëerd door Stefaan Depuydt en Livia Canestraro in 1985-'86. De beeldengroepen stelden taferelen uit het verleden van Brugge voor: de groep met de dames stelde de vier Vlaamse steden Brugge, Antwerpen, Gent en Kortrijk voor. De tweede groep, met de zeeman en de vis, duidde op de historische band die Brugge door de eeuwen heen met de zee had. Een derde groep symboliseerde de Vlaamse poldervlakte. De fietsers ten slotte, waren vergezeld door de Vlaamse volkshelden Nele en Tijl Uilenspiegel.
In 2016 werd begonnen met de werken om het plein volledig opnieuw aan te leggen, wat in 2018 werd afgerond. De fontein verhuisde naar het naburige Koning Albertpark. De vierstedengroep is in 2018 gestolen op een braakliggend terrein en niet meer teruggevonden. Aan de Westmeers kwam plaats vrij voor het Kapucijnenplein, een pleintje langs de Kapucijnenrei. Ook de ondergrondse autoparking werd gerenoveerd en uitgebreid met circa 600 plaatsen en er kwamen ondergrondse fietsparkings.
De edities van 2023 en 2024 van De Warmste Week gaan op dit plein door.

## Galerij

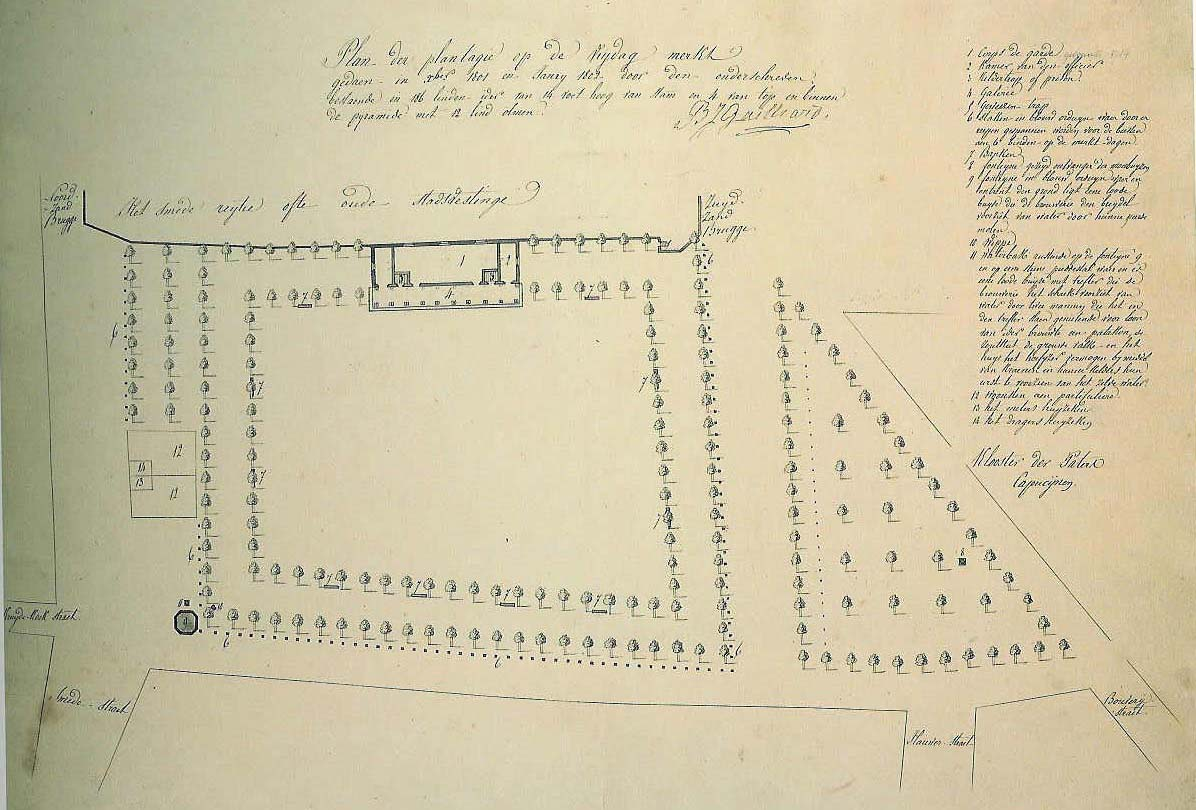
Plan van 't Zand rond 1833.
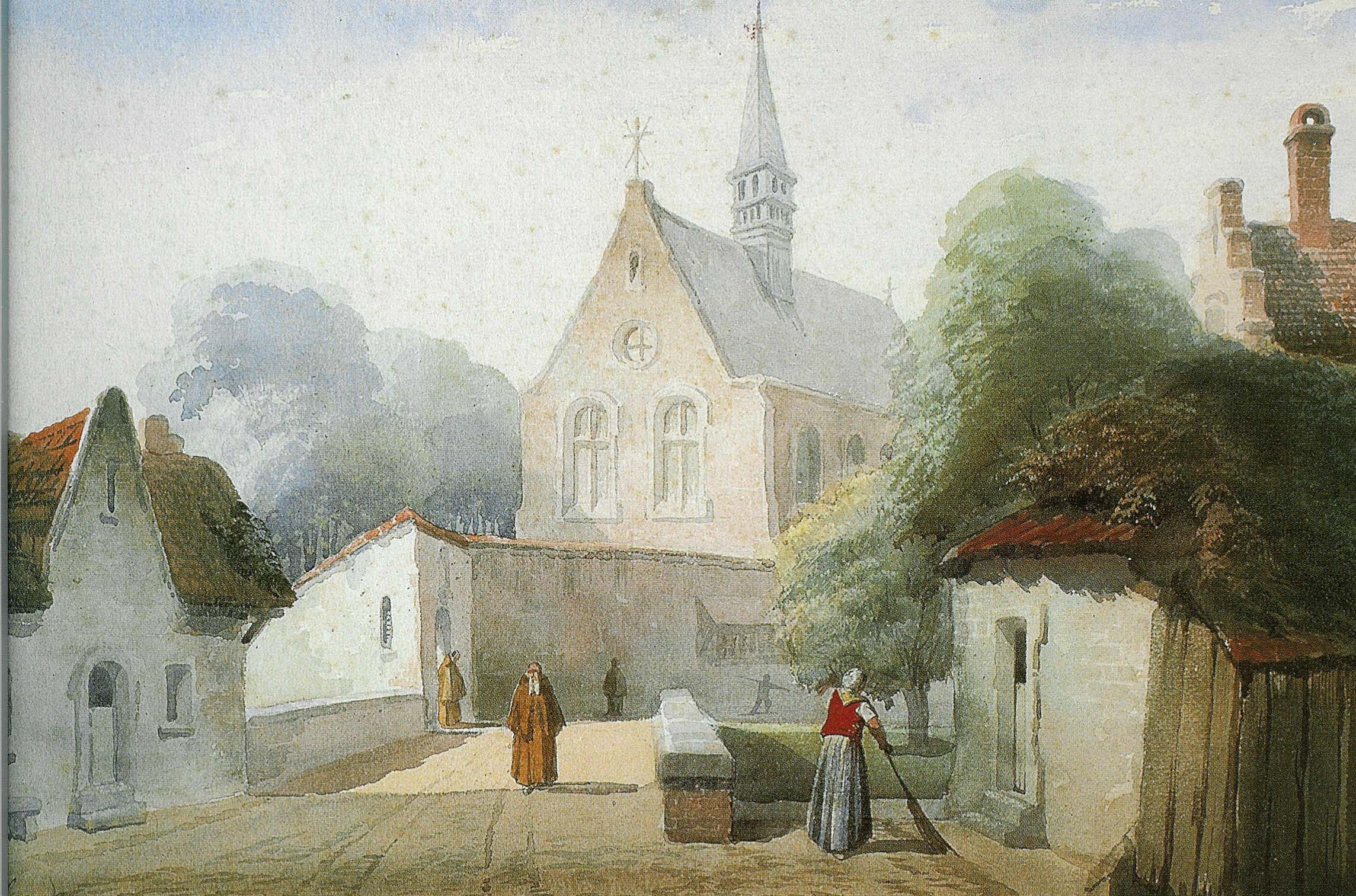
De Kapucijnenkerk aan 't Zand in 1850.
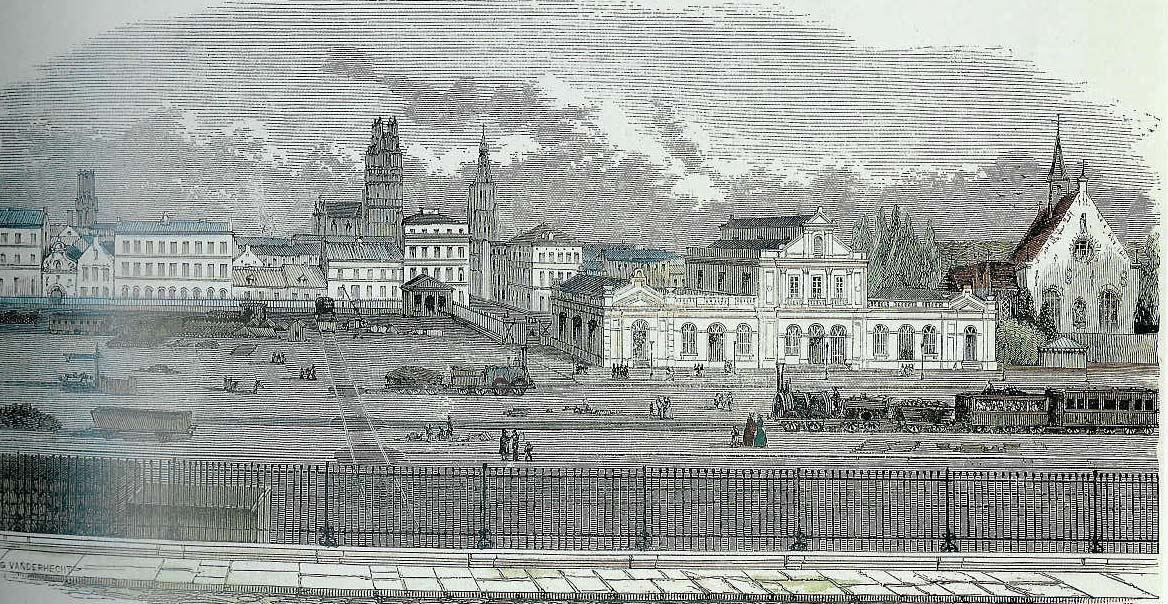
Het eerste station, met rechts de voormalige kapucijnenkerk.
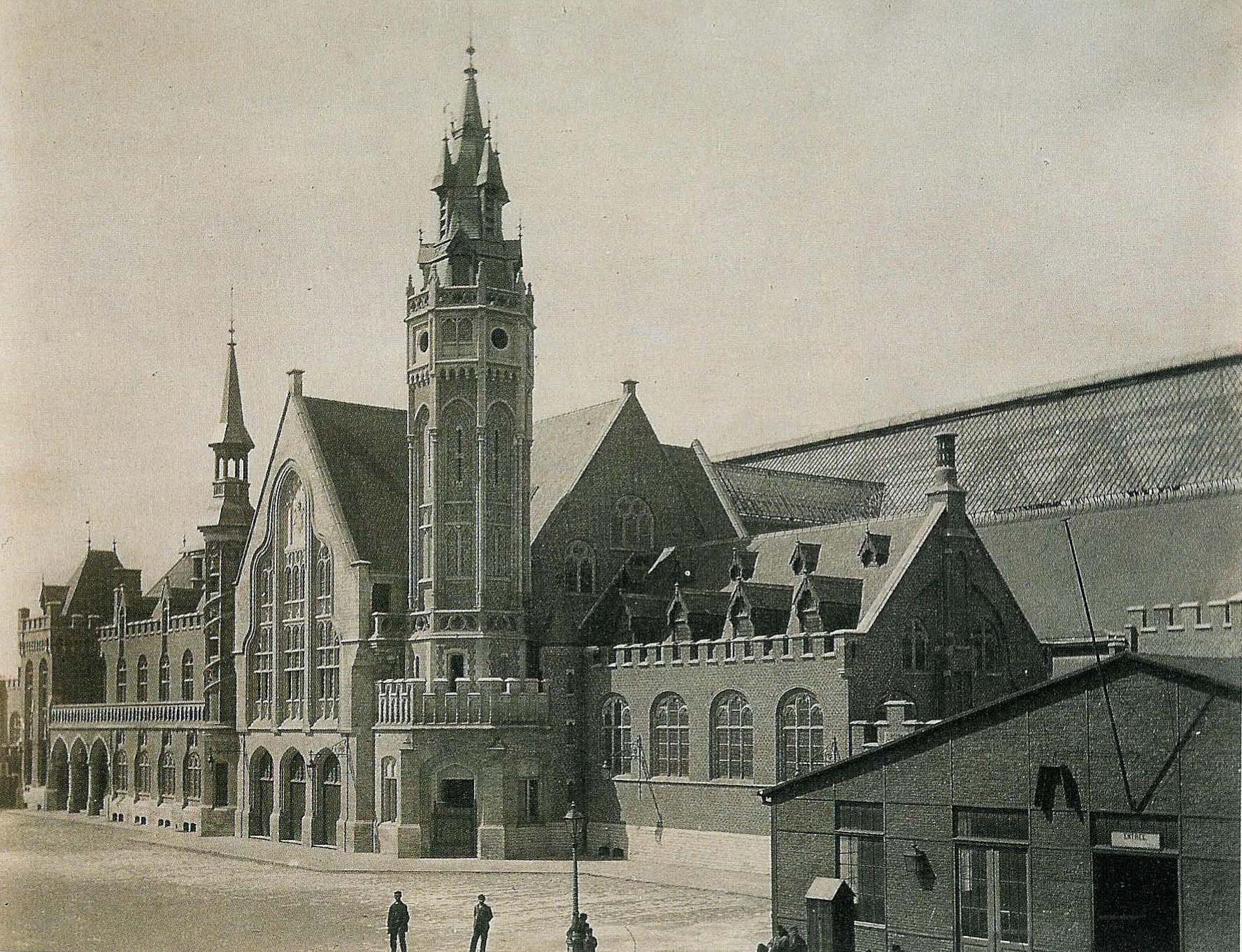
Het tweede station. De toren stond ter hoogte van de Zuidzandstraat.
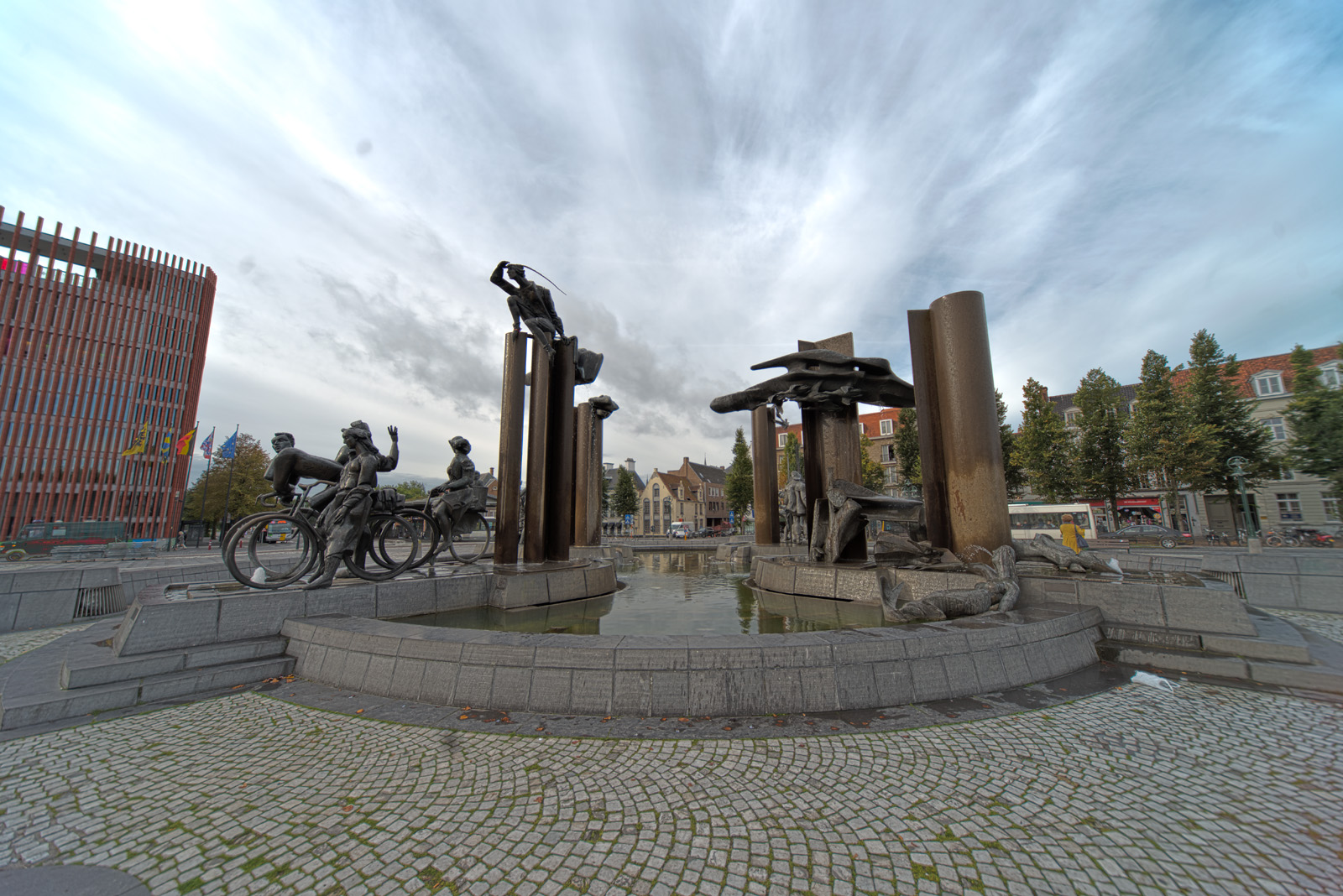
De voormalige fontein bij daglicht
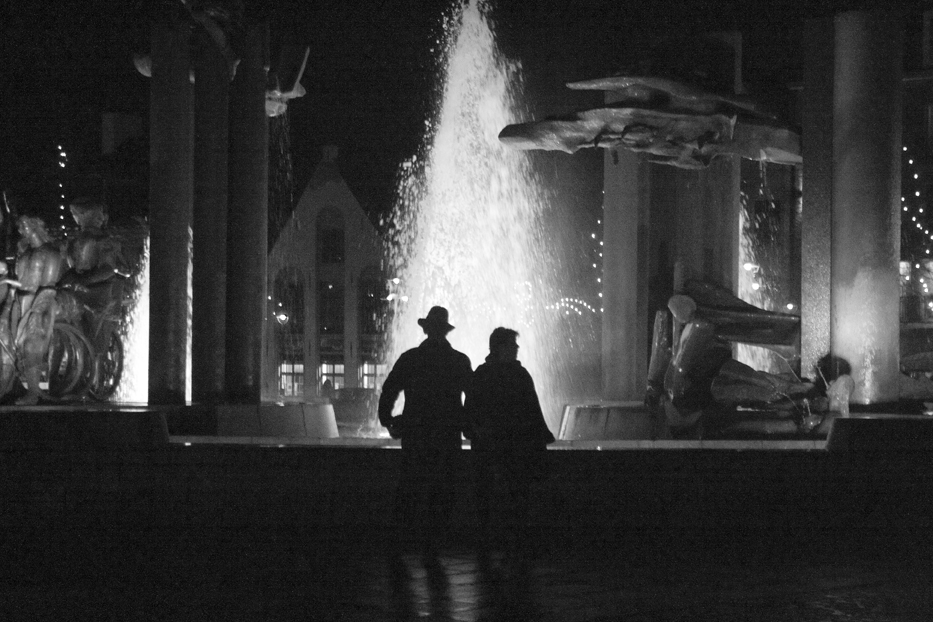
Avondbeeld bij de voormalige fontein op 't Zand
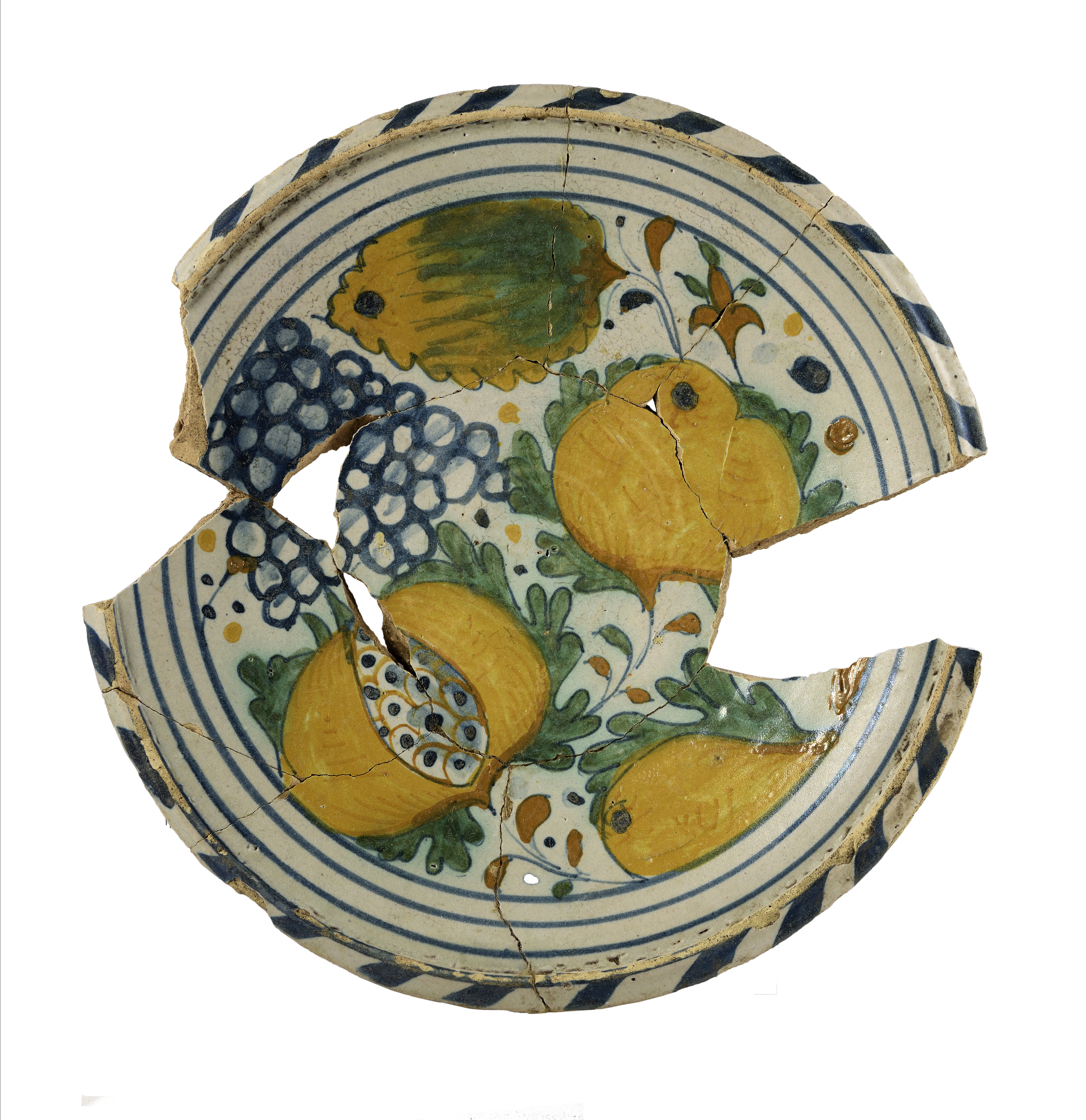
Bord in majolica, ca. 1600-1650, gevonden bij opgravingen op 't Zand (Collectie Raakvlak).
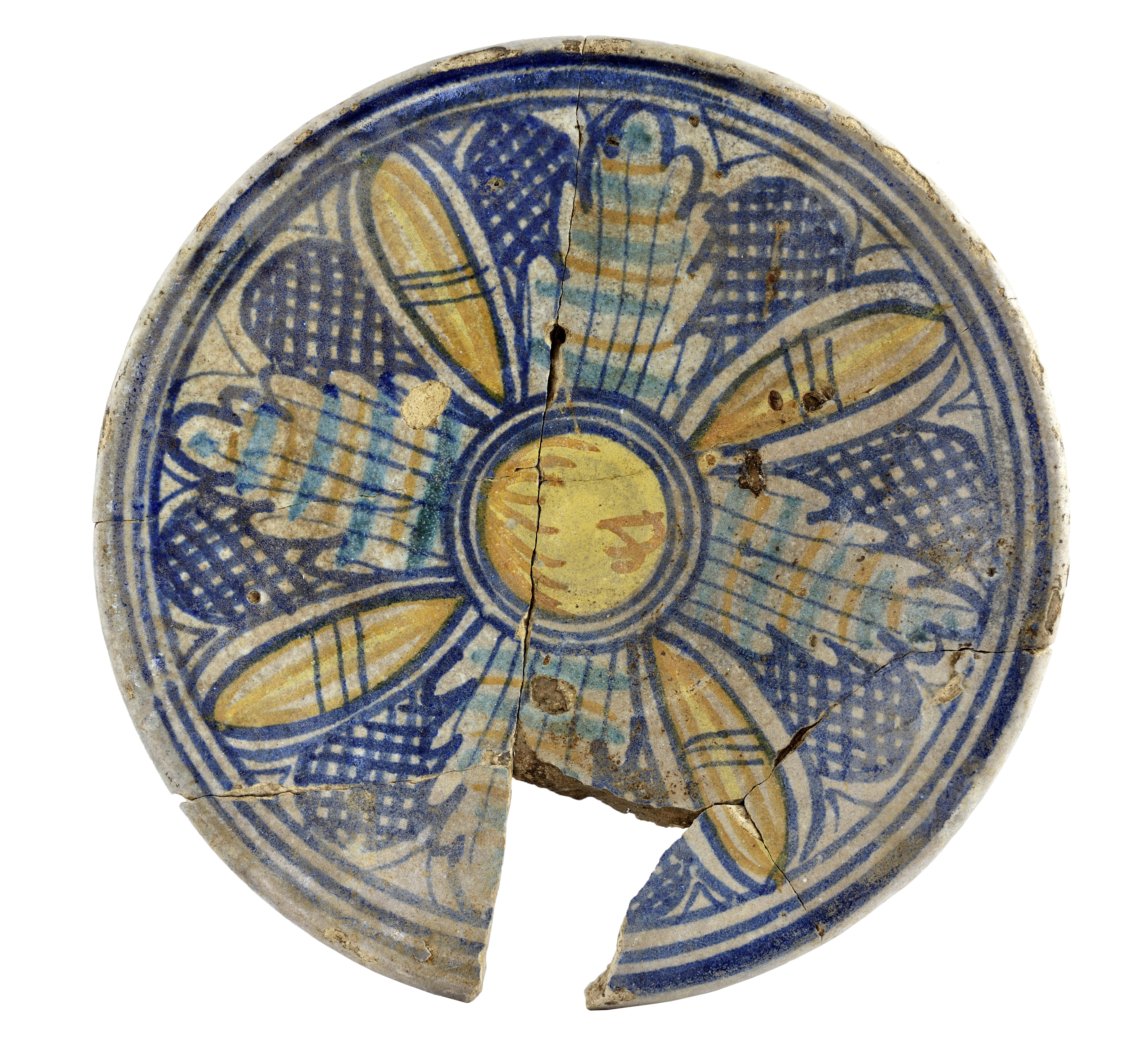
Bord in majolica, ca. 1600-1650, gevonden bij opgravingen op 't Zand (Collectie Raakvlak).